# 布魯克斯 (蒙大拿州)
布魯克斯（英語：Brooks）是位於美國蒙大拿州弗格斯縣的普查規定居民點。

## 歷史
布魯克斯的郵局於1912年設立，其後於1953年停運。

## 人口
根據2020年美國人口普查的數據，布魯克斯的面積為0.23平方千米，皆為陸地。當地共有人口18人，而人口密度為每平方千米78.26人。